# أتش أن أيه جروب
أتش أن أيه جروب المحدودة، هي الصينية العملاقة ومقرها في هايكو ، هاينان ، الصين. تأسست في عام 2000 ، وتشارك في العديد من الصناعات بما في ذلك الطيران والعقارات والخدمات المالية والسياحة واللوجستيات، وأكثر من ذلك.  إنها مالك جزئي لشركة جراند تشاينا أير وتملك 25٪ من هيلتون العالمية .  في يوليو 2017 ، احتلت المرتبة رقم 170 في قائمة فورتشن جلوبال 500 لعام 2017 حيث بلغت إيراداتها 53.335 مليار دولار.  إنها واحدة من أكثر الشركات الاستثمارية نشاطًا في العالم، حيث حصلت على العديد من الأصول باسمها.  

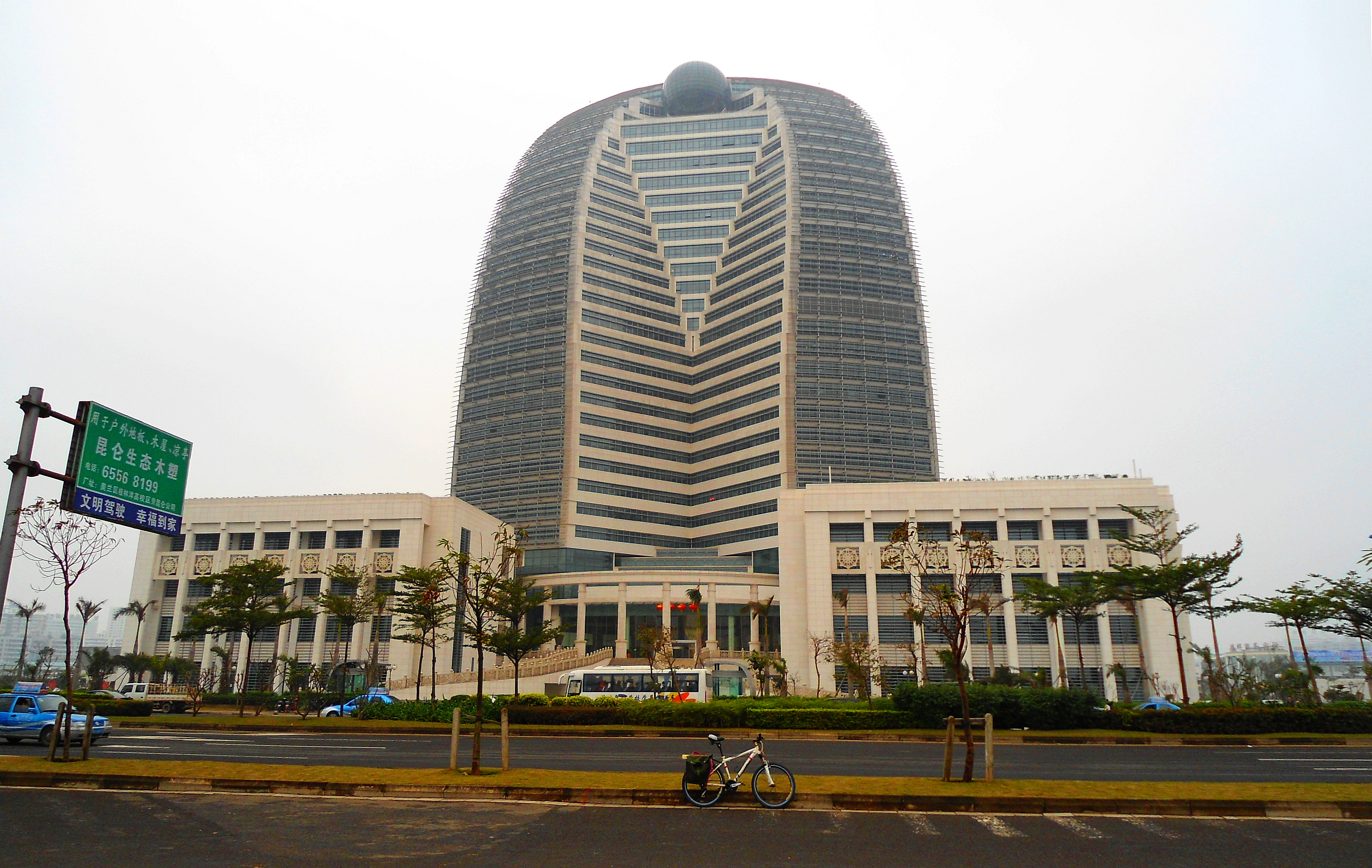
مبنى HNA ، هايكو ، هاينان هو المقر الرئيسي لمجموعة HNA

## روابط خارجية
- الموقع الرسمي